# Königsberger STV
Königsberger STV was een Duitse voetbalclub uit de Oost-Pruisische hoofdstad Koningsbergen (Königsberg), dat tegenwoordig het Russische Kaliningrad is.

## Geschiedenis
De club werd in 1922 opgericht en was de voormalige voetbalafdeling van MTV Ponarth, die nu zelfstandig werd. De club nam in 1923 de plaats van Ponarth over in de Bezirksliga Königsberg, de voorronde van de Oost-Pruisische eindronde. In het eerste seizoen werd de club derde en ook de volgende twee seizoenen eindigde de club in de subtop. In 1926 werd de Ostpreußenliga ingevoerd als hoogste divisie voor Oost-Pruisen. Enkel de top twee van de Bezirksliga plaatste zich hiervoor en de Bezirksliga werd nu de tweede klasse vanaf 1926/27. Als vierde in de stand moest de club dus in de tweede divisie spelen.
In 1930 werd deze competitie weer afgevoerd en werd de Bezirksliga opnieuw de hoogste divisie. De club werd laatste en moest zich via een kwalificatieronde plaatsen voor het volgende seizoen. Ook het volgende seizoen moest de club zich via de kwalificatieronde van het behoud verzekeren. In 1933 eindigde de club voorlaatste. Door de strenge winters in het Baltische gebied werd de competitie van 1932/33 in 1931 al begonnen en de geplande competitie van 1933/34 al in 1932. Nadat de NSDAP aan de macht kwam werd de competitie door heel Duitsland grondig geherstructureerd. De Gauliga Ostpreußen werd ingevoerd en het seizoen 1933/34, dat al begonnen was werd niet voltooid. Wel werd op basis van die eindstand het aantal deelnemers bepaald. Omdat de club op een gedeelde vierde plaats eindigde moest de club in de tweede klasse (Bezirksklasse) gaan spelen.
In het eerste seizoen kon de club maar net de degradatie vermijden, maar het jaar erop deed de club het beter met een derde plaats. Hierna werd de competitie hervormd en gingen de clubs uit de Gauliga ook in de Bezirksklasse spelen, hierdoor degradeerden een aantal clubs, maar de derde plaats volstond om in de Bezirksklasse te blijven. De top twee plaatste zich voor de eigenlijke Gauliga. Dit systeem werd drie seizoenen gebruikt, maar de club speelde altijd in de kelder van het klassement. Ook de volgende jaren deed de club het niet goed, maar door het uitbreken van de Tweede Wereldoorlog verdwenen enkele clubs en werden andere clubs overgeheveld naar de Gauliga Danzig-Westpreußen, waardoor de concurrentie minder werd. In 1942 promoveerde de club weer en werd vierde achter de VfB, Prussia-Samland en Reichsbahn SG Königsberg. In 1943/44 werd de club zevende en laatste. Aan het laatste, niet voltooide, seizoen nam de club niet meer deel.
Na de oorlog moest Duitsland de provincie Oost-Pruisen afstaan en werd deze verdeeld onder Polen en de Sovjet-Unie. De Duitsers werden verdreven en alle Duitse voetbalclubs werden ontbonden.